# Traian Crișan
Traian Crișan (ur. 21 maja 1918 w Iara, zm. 6 listopada 1990) – rumuński duchowny katolicki obrządku bizantyjsko-rumuńskiego, arcybiskup, sekretarz Kongregacji Spraw Kanonizacyjnych.

## Biografia
Urodził się 21 maja 1918 w Iara w ówczesnych Austro-Węgrzech (obecnie Iara leży w Rumunii). 25 marca 1945 otrzymał święcenia prezbiteriatu i został kapłanem eparchii Klużu-Gherli.
W 1979 papież Jan Paweł II mianował go podsekretarzem Kongregacji Spraw Kanonizacyjnych. 7 grudnia 1981 Jan Paweł II awansował go na sekretarza Kongregacji Spraw Kanonizacyjnych oraz mianował go arcybiskupem tytularnym drivastumskim. 6 stycznia 1982 przyjął sakrę biskupią z rąk Jana Pawła II. Współkonsekratorami byli substytut ds. ogólnych Sekretariatu Stanu abp Eduardo Martínez Somalo oraz sekretarz Kongregacji ds. Biskupów abp Lucas Moreira Neves OP.
Przeciwko nominacji biskupiej dla ks. Traiana Crișana stanowczo zaprotestował Święty Synod Rumuńskiej Cerkwi Prawosławnej, uznając, że jest to ingerencja w sprawy kościelne Rumunii. Uznający zwierzchność papieża Kościół Rumuński Zjednoczony z Rzymem, którego kapłanem był ks. Crișan, w 1948 został zlikwidowany przez rumuńskich komunistów, którzy włączyli jego struktury do Cerkwi prawosławnej. Pod koniec stycznia 1982 Securitate nakazało swoim regionalnym dyrekcjom złożyć raport o komentarzach podziemnego duchowieństwa greckokatolickiego odnośnie do święceń biskupich abp Crișana. Raportowano, że wśród księży greckokatolickich panowało zamieszanie, gdyż nie wiedziano, czy ta nominacja arcybiskupia była związana z przygotowaniami do odnowienia Kościoła Rumuńskiego Zjednoczonego z Rzymem. Ks. Crișan nie był w dniu nominacji obywatelem Rumuńskiej Republiki Ludowej.
4 grudnia 1982 udzielił sakry biskupiej egzarsze apostolskiemu Stanów Zjednoczonych Vasilowi Louisowi Puscasowi - pierwszemu ordynariuszowi Kościoła Rumuńskiego Zjednoczonego z Rzymem mianowanemu od 1952.
24 lutego 1990 abp Crișan przeszedł na emeryturę i kilka miesięcy później, 6 listopada 1990, zmarł.